# Målbrottet
Målbrottet (latin: paraphonia puberum) är den förändring av rösten och talorganen som pojkar och flickor genomgår under puberteten. Målbrottet uppstår när struphuvudet i halsen växer, och på så sätt tänjs stämbanden ut vilket gör rösten djupare.
Runt 2–3 år efter att puberteten börjat är tonhöjden vid vanligt talande densamma som för vuxna män respektive kvinnor, men rösten är inte färdigutvecklad förrän i 17–22-årsåldern. Målbrottet brukar ske från månader till flera år innan man börjar få skägg i ansiktet. Androgenerna gör att struphuvudet växer hos både pojkar och flickor. Struphuvudet växer mer hos pojkar än flickor, vilket gör att rösten sjunker en oktav i tonhöjd vid vanligt talande hos pojkar. Klangfärgen i rösten förändras men eftersom struphuvudet hos flickor inte växer lika mycket sjunker tonhöjden med bara ett par toner vid vanligt talande. Målbrottet är därför lättare att upptäcka hos pojkar än flickor.
Ibland kan målbrottet orsaka ostadigheter i rösten under de första månaderna av puberteten. På grund av att röstregistret (hur många olika toner man kan sjunga utan att anstränga rösten) begränsas anmärkningsvärt kan det vara svårt att sjunga innan rösten utvecklats färdigt vid 17–22-årsåldern.